# دفترچه راهنمای رزیدنت
دفترچه راهنمای رزیدنت (انگلیسی: Resident Playbook؛‏ کره‌ای: 언젠가는 슬기로울 전공의생활) مجموعه تلویزیونی محصول کره جنوبی ساخته شده توسط شین وون هو و لی وو جونگ، به نویسندگی کیم سونگ هی، به کارگردانی لی مین سو و با بازی گو یون جونگ، شین شی آه، هان یه جی، کانگ یو سوک و جونگ جون وون است. این مجموعه اسپین‌آف مجموعه تلویزیونی سال ۲۰۲۱، پلی‌لیست بیمارستان است و زندگی و روابط دوستانهٔ استادان و پزشکان بیمارستان دانشگاهی را به تصویر می‌کشد. این مجموعه از ۱۲ آوریل ۲۰۲۵ از تی‌وی‌ان پخش شد.

## بازیگران

### اصلی
- گو یون جونگ در نقش اوه یی یونگ، رزیدنت سال اولی جراحی زنان و زایمان[۲]
- شین شی آه در نقش پیو نام کیونگ، رزیدنت سال اولی جراحی زنان و زایمان[۳]
- هان یه جی در نقش کیم سا بی
- کانگ یو سوک در نقش اوم جه ایل، رزیدنت سال اولی جراحی زنان و زایمان[۴]
- جونگ جون وون در نقش یک رزیدنت جراحی زنان و زایمان[۵]

### مکمل
- لی بونگ ریون در نقش استاد جراحی زنان و زایمان[۶]
- لی چانگ هون در نقش ریو جه هی[۷]
- جونگ سون وون[۸]
- سون جی یون[۹]
- لی هیون کیون[۱۰]
- سو یی سو در نقش پارک جون سوک[۱۱]
- جونگ وون سون در نقش جو یونگ[۱۲]